# Magyar Miklós
Magyar Miklós (Feketetót, Erdély,  1916. július 6. – 2007. november 15.) magyar hivatásos katona, ejtőernyős.

## Életpálya
Szüleivel Szalontára költöztek, ahol asztalossegéd lett, huszonegy évesen besorozták a román 86. gyalogezredbe. Magyarsága miatti megaláztatások elől szabadságának idején Magyarországra szökött. Az állampolgárság megszerzésének reményében beállt katonának, ahol ejtőernyős kiképzésben részesült. 1939 novemberében, életében először, ejtőernyővel a hátán kiugrott a repülőgépből, azóta több mint 1. 000 kilométert utazott a levegőben, hogy ugorni tudjon. Részt vett a második világháború harcaiban. 1944 nyaráig a zászlóalj ejtőernyős tevékenységét zömében a gyakorlatban tartó és kiképzési ugrások tették ki.A szárazföldi háború nem tette lehetővé az ejtőernyőzés folytatását. Ugrásai előtt több mint 1000 kilométer utazott a levegőben.  1963. november 13-án egy Jak-18-asból 1000 méterről hajtotta végre a 800. ugrást. Felszabadulás után 1948 októberében Szolnokon megalakult a hadsereg ejtőernyős százada, ahol főtörzsőrmesterként a zászlóalj ejtőernyőseinek egyik kiképzésvezetője lett. 1949-től a kiképzésekért és a technikai eszközökért felelős önálló egység parancsnokhelyettese volt.1954-ben zászlóalj-nyilvántartóként tevékenykedett az ezred feloszlatásánál. Minden hazai ejtőernyős sportverseny aktív résztvevője. 1963. november 13-án, elsőként a magyar ejtőernyősök közül ezredszer vetette magát a mélybe, amikor pedig 1971-ben nyugdíjba ment, az eseményt az 1 883. ugrásával ünnepelte.  2006. augusztus 19-én 90 évesen hajtotta végre az 1.915. ejtőernyős ugrását. Európában egyedülálló. A világranglistát ugyan egy 96 éves ejtőernyős vezeti, de teljesítményével még így is a második helyen áll.

## Sportegyesületei
Szolnoki Repülő Klub

## Sporteredmények
- 1963. november 13-án Szolnokon 1000 méter magasságból teljesítette az 1000. jubileumi ejtőernyős ugrást.

### Magassági csúcs 6270
A Magyar Önkéntes Honvédelmi Szövetség hét ejtőernyős sportolója 1955 májusában rekord kísérletet hajtottak végre. Rónai Mihály csapatkapitány, Tóth Jenő, Pruha József, Dézsi Gábor, Magyar Miklós,Gyulai György és Hollósi Lajos a Malév utasszállító gépének segítségével Kapitány István pilóta rekordmagasságba emelkedett. A sportolók mindegyike eddig több mint háromszáz zuhanóugrást hajtott végre. A magasságmérő készülék grafikonja 6270 métert mutat. Az ugrók 250 kilométeres sebességgel zuhantak a föld felé, áttörve a felhőréteget. Közel kétperces szabadesés után 600 méter földközelben lobbantak az ernyők. A hét ugró a Szovjetunió után a világ második legjobb csoportos eredményét érte el.

## Szakmai sikerek
Több katonai kitüntetés tulajdonosa.